# Бильче-Золотое
Би́льче-Золото́е (укр. Більче-Золоте) — село в Чортковском районе Тернопольской области Украины. Административный центр Бильче-Золотецкой сельской общины.
Код КОАТУУ — 6120880901. Население по переписи 2001 года составляло 2002 человека.

## Географическое положение
Село Бильче-Золотое находится на берегах реки Серет (в основном на левом берегу), выше по течению на расстоянии в 1 км расположено село Мышков, ниже по течению на расстоянии в 3 км расположено село Монастырок.

## История
Около села обнаружены:
- поселение среднего палеолита Бильче-Золотое (50 тыс. лет).
- 2 поселения трипольской культуры (первое — расположено в долине реки Серет, это типичная деревня, заселенная в период с 4000 по 3500 гг. до н. э. В ней преобладали двухэтажные дома, построенные из дерева и глины. Население занималось земледелием, разведением крупного рогатого скота, овец и свиней, а также ремеслами, в том числе изготовлением орудий труда из кремня, кости и меди. Характерной особенностью творчества этого народа является изготовление керамических сосудов превосходного качества, расписанных чёрной, красной и белой краской. Помимо наиболее распространенных геометрических орнаментов, встречаются также нарисованные фигуры людей и животных, а также схематические изображения растений. Второе — в гипсовой пещере Вертеба, расположенной на плоском лессовом плато, в нескольких километрах к востоку первого. Пещера была обнаружена случайно в 1822 году.).
- курганные захоронения ранних скифов (VI—V века до н. э.).

Точное время основания села неизвестно, предполагается примерно X век.
Известно, что местные поместья принадлежали семье Потоцких. В 1854 году деревню купил Адам Сапега, который в 1866 году построил там большой дворец. Дворец был разрушен в годы Великой отечественной войны или позже. На его месте был построен культурный центр в стиле социалистического реализма.
До 2020 года входило в Борщёвский район.

## Экономика
- ООО «Колос-ВС».
- ООО «Сибекс».

## Объекты социальной сферы
- Школа.
- Музыкальная школа.

## Достопримечательности
- Бильче-Золотое палеолитическое поселение
- Бильче-Золотецкий ландшафтный парк (существовал уже в XVIII веке; занимает площадь 11 гектаров и является одним из самых ценных в западной части Украины. Там можно встретить впечатляющее количество видов деревьев, в том числе: лириодендроны, грецкий орех, черную сосну. Многие деревья в парке огромные, особенно выделяется огромная крона липы в центре парка.).
- Костел-усыпальница семьи Сапега (построена в 1839 году, перестроена в 1898 году, в настоящее время служит греко-католической церковью).
- Пещера Вертеба.
- Михайловская церковь.

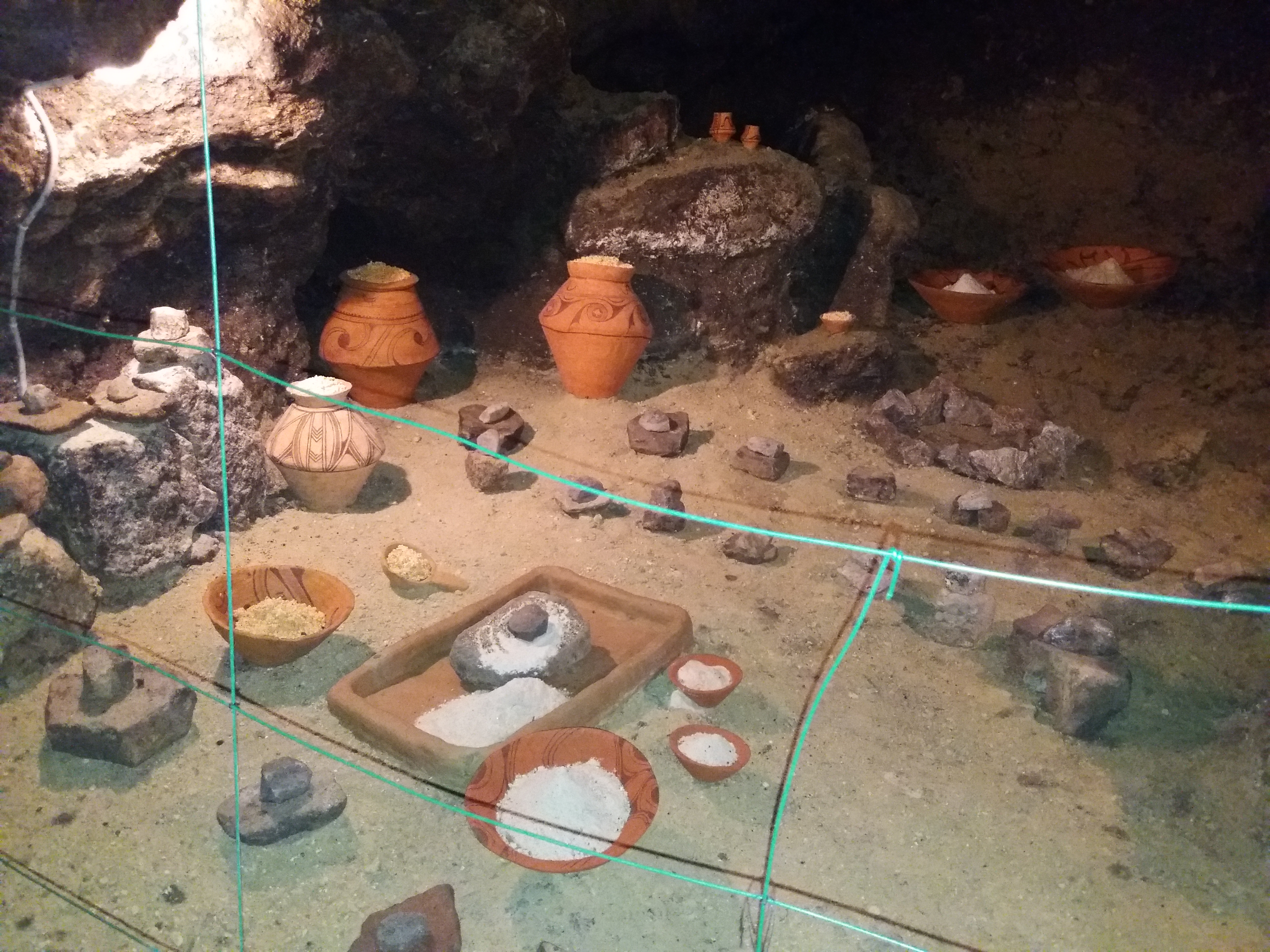
Внутри пещеры Вертеба
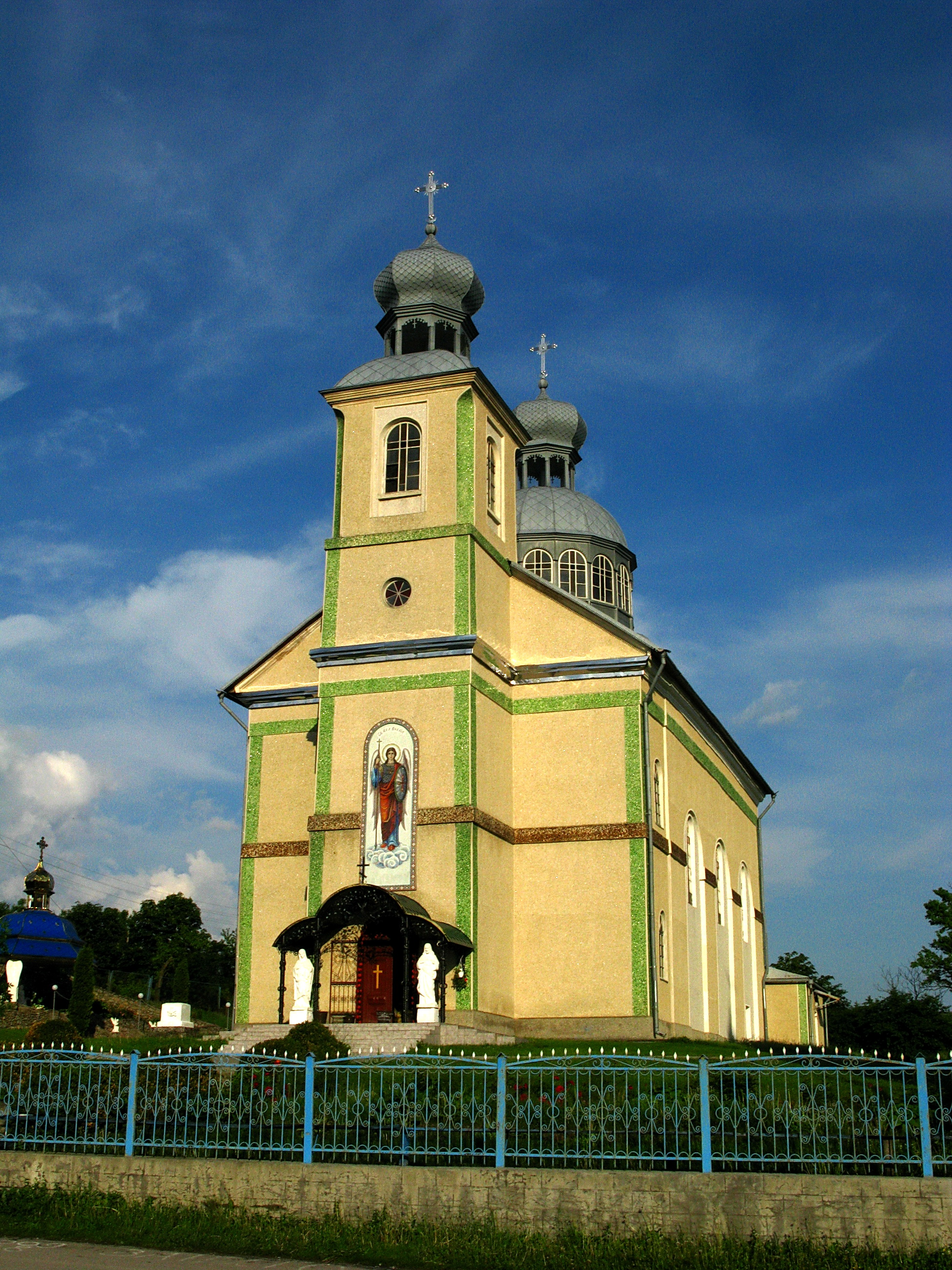
Михайловская церковь
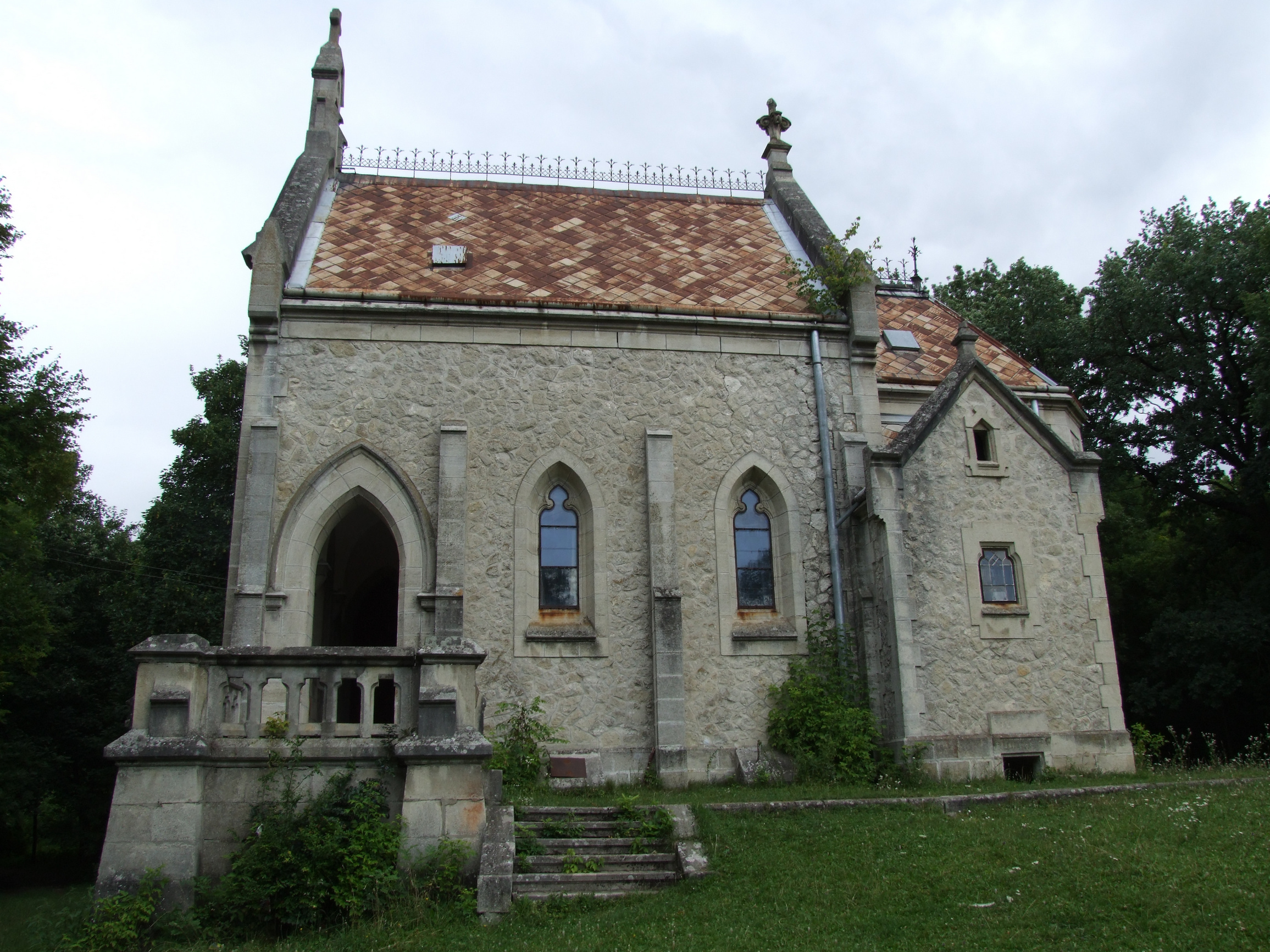
Костёл-усыпальница Сапег
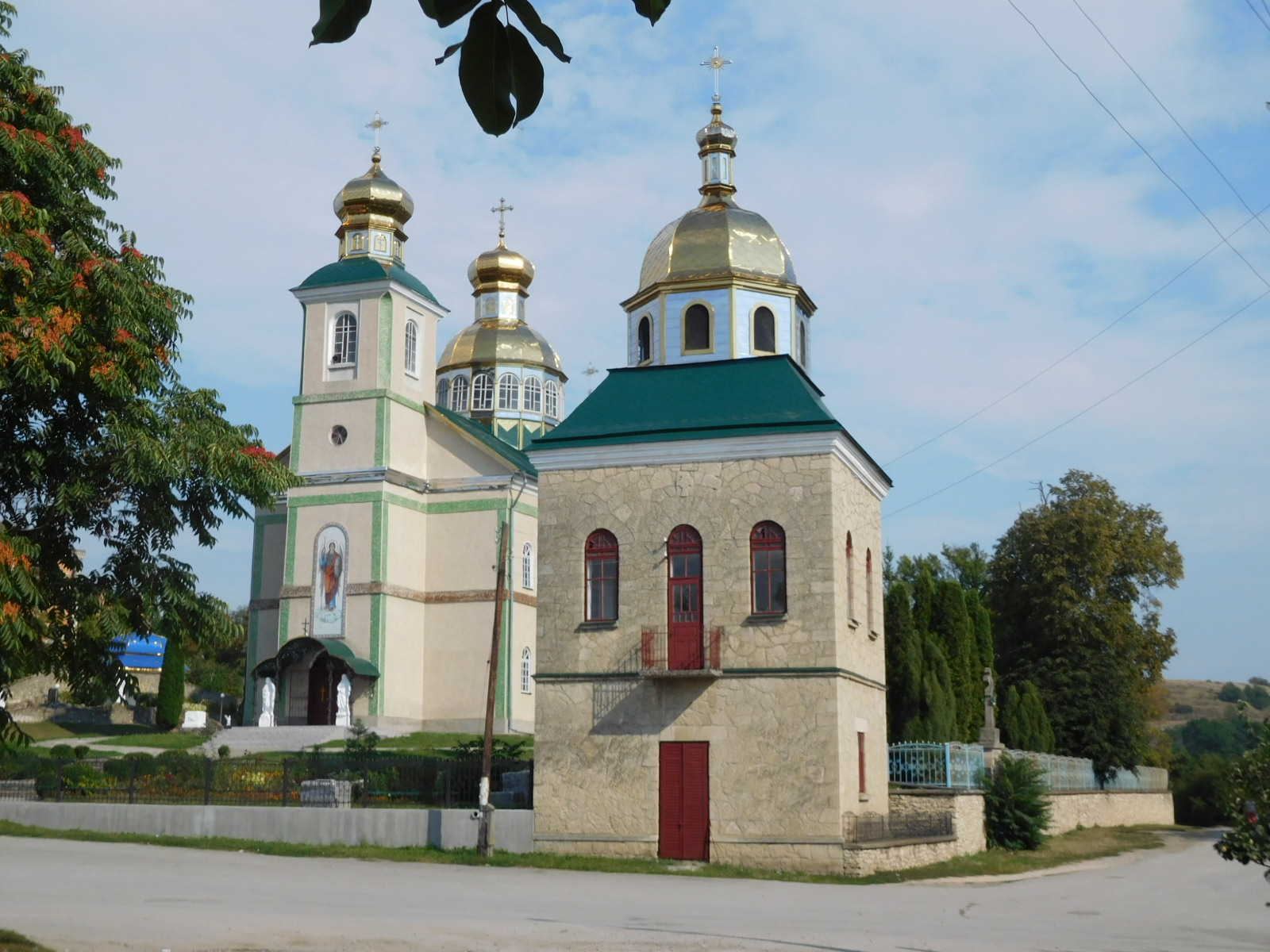
Колокольня Михайловской церкви
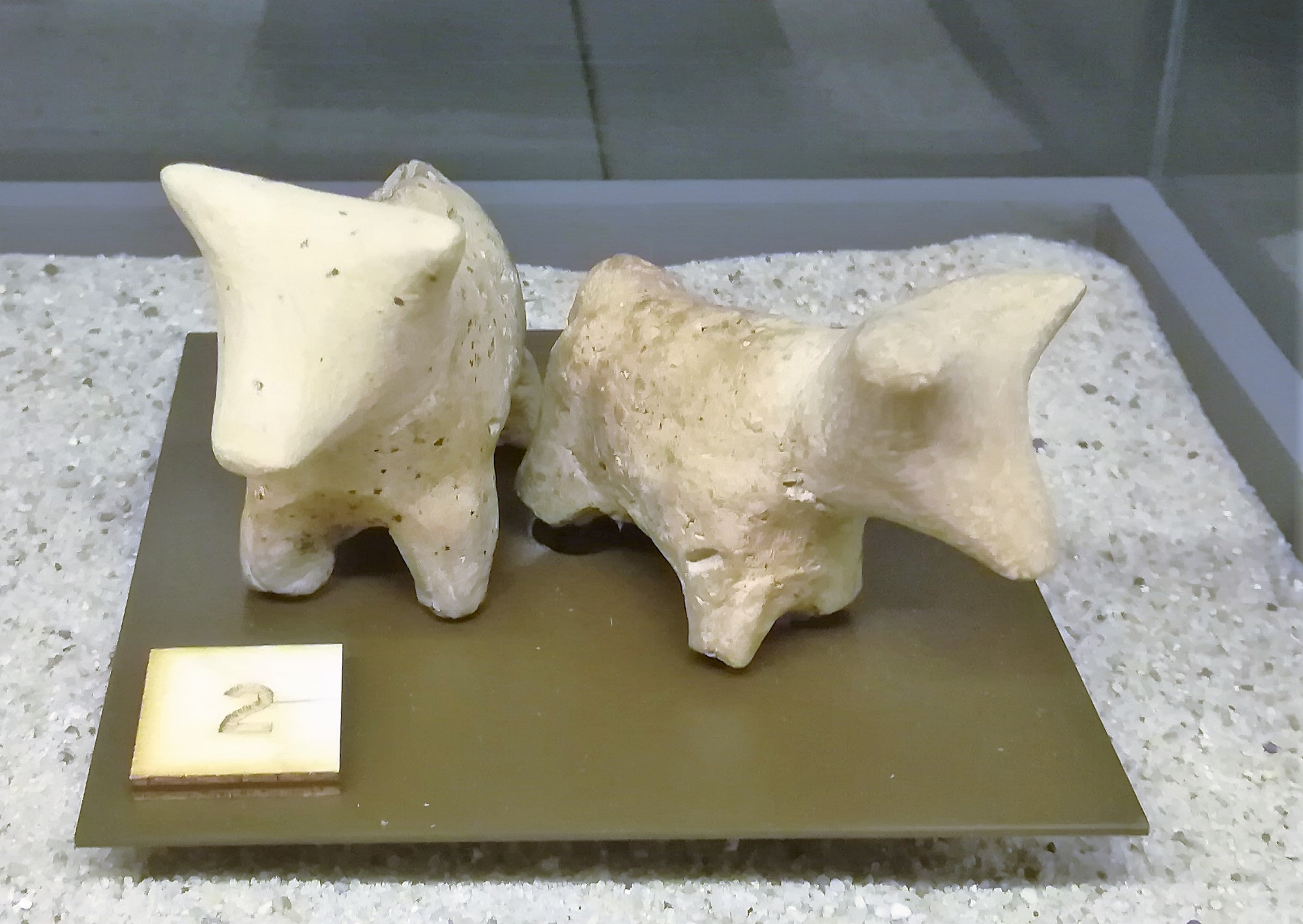
Два глиняных быка из Бильче-Золотое из коллекции Археологического музея в Кракове

## Уроженцы
- Верхратский, Иван Григорьевич (1846—1919) — педагог, языковед, писатель.